# Claude Frank
Claude Frank, nato Claus Johannes Frank (Norimberga, 24 dicembre 1925 – Manhattan, 27 dicembre 2014), è stato un pianista tedesco con cittadinanza statunitense.

## Biografia
Di origini ebraiche, Frank nacque a Norimberga, in Germania. Suo padre emigrò a Bruxelles dopo l'avvento del Terzo Reich e alla fine la famiglia si stabilì a Parigi quando Frank aveva 12 anni. In seguito Frank iniziò gli studi al Conservatorio di Parigi, ma nel 1940 lui e sua madre fuggirono dalla Francia attraverso i Pirenei e Lisbona e si stabilìrono negli Stati Uniti. Frank studiò a New York con Artur Schnabel, per il quale aveva suonato per la prima volta in Europa. Fu anche allievo di Maria Curcio. Studiò composizione e direzione alla Columbia University, dove tra i suoi insegnanti c'era Paul Dessau. A Tanglewood studiò con Sergej Kusevickij. Divenne cittadino americano nel 1944 e prestò servizio nell'esercito americano, interrompendo i suoi studi di pianoforte.
Frank era un membro dei Boston Symphony Chamber Players. Ha fatto parte della facoltà del Curtis Institute of Music e ha tenuto corsi di perfezionamento presso l'Università Yale, la Università Duke, l'Università del Kansas e la North Carolina School of the Arts. Entrò a far parte della facoltà di pianoforte della Yale School of Music nel 1973. Frank scrisse le sue memorie con il co-autore Hawley Roddick, The Music That Saved My Life: From Hitler's Germany to the World's Concert Stages (La musica che salvò la mia vita: dalla Germania di Hitler ai palcoscenici mondiali dei concerti). Come parte degli eventi culturali che hanno accompagnato le Olimpiadi di Pechino del 2008, Frank suonato insieme a nove altri celebri pianisti a "The Olympic Centenary Piano Extravaganza of China".

## La famiglia
Frank tenne spesso concerti congiunti con sua moglie, la pianista Lilian Kallir (1931-2004), che aveva incontrato nel 1947 a Tanglewood. La coppia si sposò nel 1959 a Marlboro, Vermont e il matrimonio durò fino alla morte della Kallir. La coppia ebbe una figlia, la violinista Pamela Frank (nata nel 1967), con la quale Frank è anche apparso in recital. La squadra padre-figlia registrò commercialmente le sonate complete per violino e pianoforte di Beethoven.
Altre registrazioni commerciali di Frank includevano un set completo delle sonate per pianoforte di Beethoven, pubblicato dalla RCA Records nel bicentenario di Beethoven del 1970, in parallelo con una serie di concerti dal vivo delle sonate complete di Beethoven.